# マリー・レティシア・ボナパルト
マリー・レティシア・ボナパルト（Marie Laetitia Bonaparte, 1866年11月20日 - 1926年10月25日）は、第二帝政期フランスの統治者ボナパルト家の一員。イタリア王族で母方の叔父にあたる元スペイン王のアオスタ公アメデーオと結婚した。
イタリア語名はマリーア・レティツィア・ボーナパルテ（Maria Letizia Bonaparte）。

## 生涯
フランス皇帝ナポレオン3世の従弟であるナポレオン・ジョゼフ・ボナパルトと、その妻でイタリア王ヴィットーリオ・エマヌエーレ2世の娘であるマリーア・クロティルデの間の長女として、パレ・ロワイヤルで生まれた。2人の兄、ナポレオン・ヴィクトルとルイと一緒に、パリやローマ、イタリア諸地方を転々としながら育った。1870年に第二帝政が終焉を迎えると、一家はレマン湖畔の風光明媚な所領に居を構えた。
マリー・レティシアは年頃になると美しく成長し、「本物のボナパルト家らしい」顔立ちとされ、大伯父ナポレオン1世の美貌を謳われた妹たちによく似ていると言われた。彼女には母方の従弟でアオスタ公爵家の嗣子エマヌエーレ・フィリベルト（後に継息子になる）や同族の又従兄であるカニーノ公ロラン・ボナパルトとの縁談があったが、いずれも実現しなかった。
やがて、マリー・レティシアは母親の実弟であるアオスタ公アメデーオと親しい間柄となり、1888年に2人は婚約した。この叔父と姪の結婚はイタリア宮廷では大きなスキャンダルとして取り沙汰され、2人は教皇レオ13世から特別の許可を得て結婚に踏み切った。レオ13世は1902年、王族間での叔父と姪のような血縁の近すぎる結婚に許可を与えないことを宣言したが、この宣言にはアオスタ公爵夫妻の近親結婚が影響したと考えられる。
マリー・レティシアとアオスタ公の結婚は1888年9月11日に、トリノのトリノ王宮で執り行われた。アオスタ公は最初の妻であるマリーア・ヴィットーリア・ダル・ポッツォ・デッラ・チステルナと1876年に死別しており、この結婚は再婚だった。新郎と新婦は21歳の年の差があり、マリー・レティシアは新しく継息子となった3人の従弟たちとは年齢もさほど離れていなかった。マリー・レティシアは夫との間に一人息子ウンベルトをもうけたが、夫は1890年、結婚したわずか2年後に亡くなった。
夫と死別後、マリー・レティシアと息子のサレーミ伯ウンベルトはイタリア王室からの年金を頼りに暮らした。アオスタ公爵家の財産はアメデーオの先妻で裕福な資産家だったマリーア・ヴィットーリアがもたらしたものであり、夫と先妻の間の3人の息子たちにしか受け継がれなかったのである。マリーア・レティシアは第一次世界大戦中、一人息子のウンベルトを亡くした。未亡人となって以後、マリー・レティシアは20歳も年下の若い軍人と愛人関係にあった。すでに息子を亡くしていた彼女は、1926年に死んだとき、この愛人に遺産を残した。

## 子女
- ウンベルト・マリーア・ヴィットーリオ・アメデーオ・ジュゼッペ（1889年 - 1918年）